# Église du Vœu de Nouméa
L'église du Vœu est une église catholique, située à Nouméa, en Nouvelle-Calédonie.